# صدام (اسم)
صدام هو اسم علم مذكر من أصل عربي، ومعناه هو الذي يضرب خصمه ويدفعه كثيرًا بعنف. كذب ماكان يكافء الاسمائهم صدام صدام حسين معتبر كل الشعب العراقي واحد

## في العراق
منذ أن ترأس صدام حسين جمهورية العراق، ازداد التسمّي باسمه، ووفقاً لتقرير صحفي نشره معهد الحرب والسلام للصحافة يوم 22 شباط 2005، كان عدد الصدّامِيْن (الأشخاص الذين أسماؤهم صدام) قد زاد على 25 ألفاً، كان لهم بعض الأفضلية في عهد صدام حسين، ووفقاً لمعهد الحرب والسلام، فإنهم في الثامن والعشرين من نيسان, يوم ميلاد الرئيس السابق, كانوا يتسلمون, مكرمة إضافية, هدية خاصة قيمتها 300,000 دينار عراقي ( ما يعادل 2,000 دولار أمريكي ) مصروفة من ميزانية الرئاسة، غيرَ أن الأفضلية زالت بعد الاحتلال الأمريكي للعراق وزوال حكم صدام حسين، وصار بعضهم يتعرض للأذي بسبب اسمه، فبدّلَ نصفُهم أسماءَهم من صدام إلى اسم آخر.

## شخصيات تحمل الاسم
- صدام ابن بلقاسم (1991 – )
- صدام الجمل (1987 – )
- صدام حسين (رابع رئيس لجمهورية العراق والأمين القطري لحزب البعث العربي الاشتراكي، 28 أبريل 1937[4][5][6] – 30 ديسمبر 2006[4][5][6])
- صدام حسين (لاعب كرة قدم باكستاني، 10 أبريل 1993 – )
- صدام علي (ملاكم من الولايات المتحدة الأمريكية، 26 سبتمبر 1988 – )
- صدام كامل (سياسي عراقي، 20 يونيو 1956 – 23 يناير 1996)

## وصلات خارجية
- أصل تسمية صدام حسين
- موسوعة السلطان قابوس لأسماء العرب نسخة محفوظة 5 أبريل 2019 على موقع واي باك مشين.